# Кавказское (яйцо Фаберже)
Кавказское — ювелирное яйцо, одно из пятидесяти двух императорских пасхальных яиц, изготовленных фирмой Карла Фаберже для русской императорской семьи. Оно было создано в 1893 году по заказу императора Александра III, который подарил его на Пасху своей супруге, императрице Марии Фёдоровне.
Ювелирное яйцо находится в собственности фонда Матильды Геддингс Грей (англ. Matilda Geddings Gray Foundation) и с 22 ноября 2011 года до 30 ноября 2021 года экспонируется в Нью-Йорке в Метрополитен-музее.

## Дизайн
Яйцо-сувенир в стиле позднего Людовика XV имеет четыре овальных «окна», каждое из которых закрывается овальной дверцей с бордюром из жемчуга. С наружной стороны в центре каждой из дверц находится бриллиантовый венок, поддерживающий цифру. Вместе они составляют число 1893. По бокам каждого окна и дверцы находятся золотые жезлы с бриллиантовыми полосками и с жемчужинами на концах. За каждой открывающейся дверцей располагаются миниатюры на слоновой кости, изображающие виды Абастуманского дворца на Кавказе, в котором Великий князь Георгий Александрович провёл большую часть жизни. Миниатюры написаны придворным миниатюристом Константином Крижитским. На верхней части яйца под большим «портретным» бриллиантом находится миниатюрный портрет Великого князя Георгия Александровича. Портретный бриллиант окружён бриллиантами огранки розой и лавровым венком. В основании яйца находится портретный бриллиант меньшего размера. В верхней и нижней четвертях яйца — розовая гирлянда из цветного золота, перевязанная платиновыми бантами, унизанными бриллиантами. Яйцо располагается на подставке с витыми золотыми ножками, имитирующими гнутое дерево.

## Сюрприз
Сюрприз яйца был утерян, и о нём не осталось документальных свидетельств.

## История
Ювелирное яйцо было подарено императором Александром III его супруге, императрице Марии Фёдоровне, на Пасху 1893 года. После революции 1917 года было конфисковано и отправлено в Оружейную палату Кремля. В 1930 году было продано объединением «Антиквариат» Арманду Хаммеру из Нью-Йоркской галереи Хаммера. В 1959 году его приобрела Матильда Геддингс Грей. После её смерти, в 1972 году яйцо перешло в собственность фонда Матильды Геддингс Грей. Совместно с другими ювелирными яйцами оно экспонируется в музеях США. В настоящий момент находится в музее Метрополитен.